# Franco Lovignana
Franco Lovignana (* 22. listopadu 1957 Aosta) je italský římskokatolický duchovní a biskup Aosty.

## Život
Narodil se 22. listopadu 1957 v Aostě.
Vstoupil do kněžského semináře v rodném městě. Po studiu teologie byl 21. června 1981 biskupem Ovidiem Lari vysvěcen na kněze. Poté odešel do Říma, kde na Papežské univerzitě svatého Tomáše Akvinského získal licenciát z teologie. Od roku 1984 přednášel v semináři. jako farář v Rhêmes-Notre-Dame.
V průběhu let působil jako diecézní asistent Katolické akce, jako spirituál centrální rady Společenství svatého Vincenta de Paul a jako sekretař diecézní rady. Roku 1995 byl zvolen vicerektorem semináře a o dva roky později rektorem. Byl biskupským vikářem pro pastoraci a kanovníkem kapituly, kterou od 29. dubna 2003 vedl jako probošt. Před jmenováním biskupem vykonával funkci generálního vikáře.
Dne 9. listopadu 2011 jej papež Benedikt XVI. jmenoval biskupem Aosty. Biskupské svěcení přijal 18. prosince z rukou arcibiskupa Cesare Nosiglii a spolusvětiteli byli biskup Giuseppe Anfossi a biskup Alberto Maria Careggio.